# Gobihadros
Gobihadros („Hadrosauroid z Gobi“) byl rod malého hadrosauroidního ornitopodního dinosaura z období pozdní křídy (geologické věky cenoman až santon, asi před 96 až 89 miliony let), žijícího na území dnešního Mongolska.

## Popis
Fosilie tohoto dinosaura byly objeveny v sedimentech souvrství Bajan-šire (centrální až východní část pouště Gobi) a sestávají z téměř kompletní lebky i postkraniální kostry. Typový druh Gobihadros mongoliensis byl formálně popsán mezinárodním týmem paleontologů v dubnu roku 2019. Délka tohoto ornitopoda je odhadována asi na 3 metry, což je na poměry hadrosauroidů velmi málo. Jednalo se tedy o malý druh hadrosauroida.
Na stejné lokalitě byly objeveny také zkameněliny mláděte odlišného, i když vývojově příbuzného druhu hadrosauroida.

## Systematické zařazení

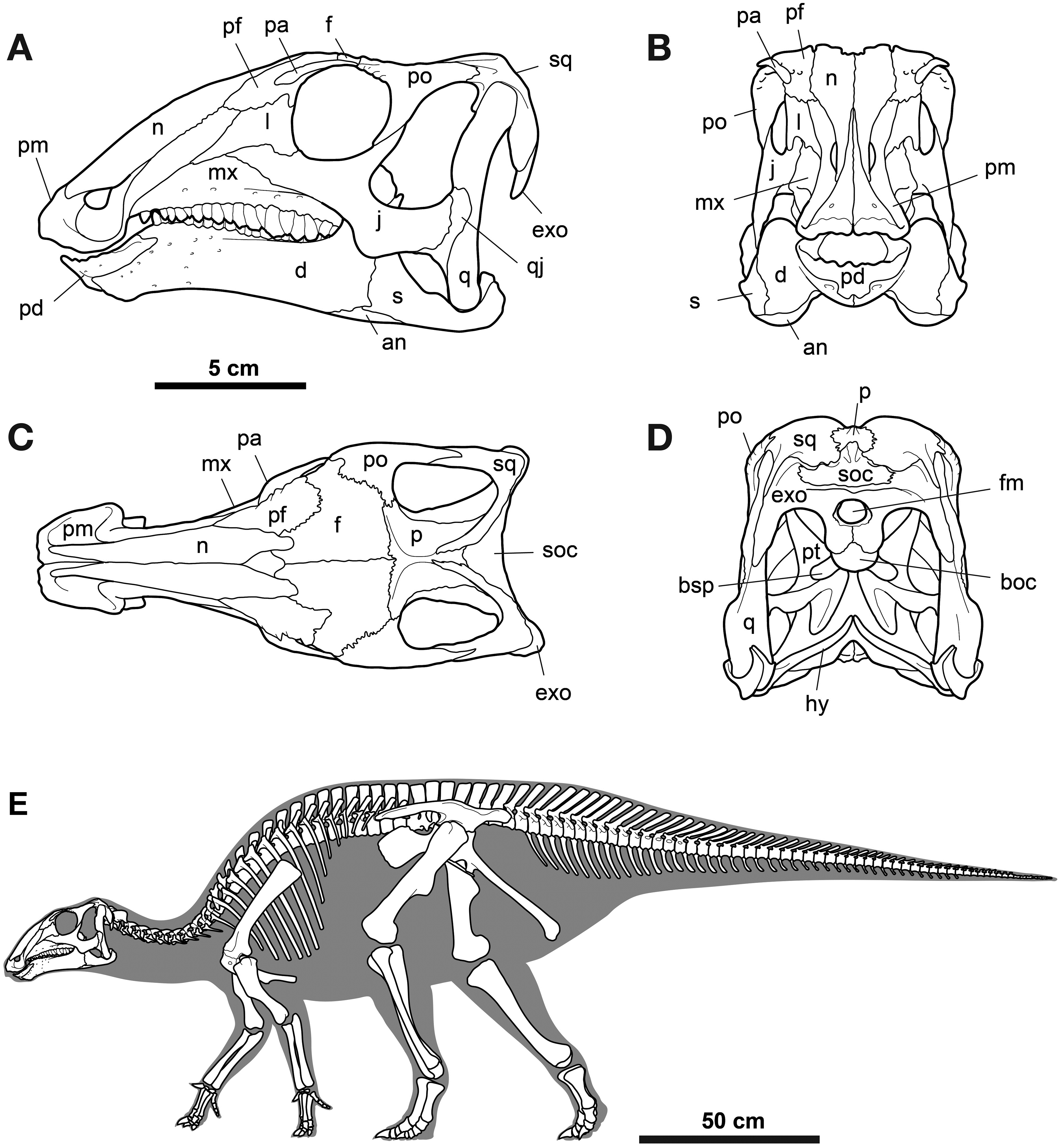
Kosterní rekonstrukce rodu Gobihadros.

Druh G. mongoliensis představuje sesterský taxon k čeledi Hadrosauridae a byl blízce příbuzný druhům Bactrosaurus johnsoni a Gilmoreosaurus mongoliensis.